# Chynna Phillips
Chynna Gilliam Phillips (Los Ángeles, California, 12 de febrero de 1968) es una cantante y actriz estadounidense, más conocida por ser miembro del grupo musical Wilson Phillips. Es hija de los miembros de The Mamas & the Papas, John y Michelle Phillips, y medio hermana de Mackenzie Phillips y Bijou Phillips.

## Primeros años y trabajo cinematográfico
Phillips nació en Los Ángeles, California, donde comenzó su carrera en actuación. Apareció en películas como Some Kind of Wonderful, Caddyshack II, Say Anything y como el personaje principal Roxanne Pulitzer en la película biográfica televisiva de 1989, Roxanne: The Prize Pulitzer. En 1995, volvió a actuar como Kim MacAfee en la película de televisión Bye Bye Birdie. En 2004, dio voz al carácter de Kitty junto con su esposo William Baldwin como Johnny 13 en Danny Phantom.
Phillips participó como concursante en la temporada 13 de Dancing with the Stars. Su pareja fue el bailarín profesional y dos veces finalista Tony Dovolani. Si bien parecía ser una de las favoritas, Phillips fue eliminada inesperadamente en la cuarta semana del concurso. A pesar de su salida temprana, Phillips tuvo un puntaje mucho más alto en comparación con otras celebridades que duraron mucho más tiempo que ella.

## Carrera musical
A fines de la década de 1980, Phillips formó el trío Wilson Phillips con sus amigos de la infancia Carnie y Wendy Wilson. El grupo lanzó su primer álbum debut homónimo en 1990. El álbum llegó a vender ocho millones de copias. El segundo álbum del grupo, Shadows and Light, lanzado en 1992, fue una decepción comercial, a pesar de estar certificado como platino. Después de ese proyecto, Phillips dejó el grupo, aduciendo como causa el agotamiento.
En 1995, Phillips lanzó su primer álbum en solitario, Naked and Sacred, pero no pudo recuperar el éxito que encontró con Wilson Phillips. En 2004, Wilson Phillips se reunió para grabar su tercer álbum, California, que mostraba canciones de covers de cantantes de la Costa Oeste de los años 1960/70.
En el número del 15 de octubre de 2007 de la revista People, se decía que estaba escribiendo canciones para un álbum cristiano. Apareció en el documental de su cuñado, Stephen Baldwin, Livin It: Unusual Suspects. En 2009, Phillips se asoció con el cantante y compositor Vaughan Penn para formar el dúo "Chynna and Vaughan". Los dos lanzaron su álbum debut, One Reason, el 22 de septiembre de 2009. Wilson Phillips lanzó Christmas In Harmony en 2010 y Dedicated en 2012. Continúan tocando en público todos los años.
En julio de 2016, Wilson Phillips se reunió y presentó en Greatest Hits de ABC.

## Vida personal
Phillips tenía adicción a las drogas y el alcohol cuando era adolescente.
Phillips conoció al actor William Baldwin de la conocida familia Baldwin en 1991 y se casó con él en 1995. La pareja tiene tres hijos.
En septiembre de 2009, la media hermana de Chynna, Mackenzie Phillips, alegó en sus memorias que ella [Mackenzie] y su padre tuvieron una relación incestuosa de diez años «consensuada». Si bien tanto Geneviève Waïte (la esposa de John en ese momento y madre de Bijou Phillips) como Michelle Phillips, la segunda esposa de John (madre de Chynna Phillips) dijeron a los medios que no creían sus afirmaciones, Chynna declaró que creía que Mackenzie estaba diciendo la verdad.
El 12 de febrero de 2010 (su 42 cumpleaños), Phillips recibió tratamiento por ansiedad. En una declaración hecha el 27 de febrero, su gerente Lizzie Grubman dijo: «Después de completar con éxito su tratamiento de paciente interno por ansiedad, Chynna Phillips felizmente regresó a casa para celebrar el cumpleaños de su hija con su familia». Grubman dijo que Phillips estaba «feliz de estar en casa con su familia. Está de buen humor.»

## Dancing with the Stars
Presentaciones de Phillips con su pareja de baile Tony Dovolani en Dancing with the Stars de ABC.
| Semana | Baile / Canción                          | Puntajes de los jueces | Puntajes de los jueces | Puntajes de los jueces | Resultado  |
| Semana | Baile / Canción                          | C.I                    | L.G.                   | B.T.                   | Resultado  |
| ------ | ---------------------------------------- | ---------------------- | ---------------------- | ---------------------- | ---------- |
| 1      | Vals vienés / «If I Ain't Got You»       | 8                      | 7                      | 7                      | Salvados   |
| 2      | Jive / «The Boy Does Nothing»            | 7                      | 7                      | 7                      | Salvados   |
| 3      | Rumba / «Hold On»                        | 8                      | 9                      | 9                      | Salvados   |
| 4      | Tango / «Theme from Mission: Impossible» | 7                      | 7                      | 7                      | Eliminados |

## Filmografía

### Películas
| Año  | Película               | Papel                      | Notas |
| ---- | ---------------------- | -------------------------- | ----- |
| 1975 | Little Boy Blue        |                            |       |
| 1987 | Some Kind of Wonderful | Mia                        |       |
| 1988 | The Invisible Kid      | Cindy Moore                |       |
| 1988 | Caddyshack II          | Mary Frances "Miffy" Young |       |
| 1989 | Say Anything...        | Mimi                       |       |
| 2011 | Bridesmaids            | Ella misma                 |       |

### Televisión
| Año       | Título                      | Papel            | Notas                          |
| --------- | --------------------------- | ---------------- | ------------------------------ |
| 1988      | Moving Target               | Megan Lawrence   | Película de televisión         |
| 1988      | Goodbye, Miss July 4        | Alma             | Película de televisión         |
| 1989      | The Comeback                | Jessica          | Película de televisión         |
| 1989      | Traveling Man               | Mona Voight      | Película de televisión         |
| 1989      | Roxanne: The Prize Pulitzer | Roxanne Pulitzer | Película de televisión         |
| 1995      | Bye Bye Birdie              | Kim MacAfee      | Película de televisión         |
| 2004–2007 | Danny Phantom               | Kitty            | 3 episodios                    |
| 2011      | Dancing with the Stars      | Ella misma       | Concursante de la temporada 13 |

## Discografía

### Álbumes
| Año  | Álbum                                 |
| ---- | ------------------------------------- |
| 1995 | Naked and Sacred - Sello: EMI Records |

### Sencillos
| Año  | Sencillo                                | Posición más alta | Posición más alta | Álbum            |
| Año  | Sencillo                                | AUS               | UK                | Álbum            |
| ---- | --------------------------------------- | ----------------- | ----------------- | ---------------- |
| 1995 | «Naked and Sacred»                      | 15                | 62                | Naked and Sacred |
| 1996 | «I Live for You»                        | 9                 | —                 | Naked and Sacred |
| 1996 | «Remember Me»                           | —                 | —                 | Naked and Sacred |
| 1996 | «Just to Hear You Say That You Love Me» | 64                | —                 | Naked and Sacred |